# Christian Giscos
Christian Giscos fou un ciclista amateur francès, que es va especialitzar en la pista. Va guanyar dues medalles de bronze als Campionats del món de Mig fons.